# Рагби 15 репрезентација Мађарске
Рагби јунион репрезентација Мађарске је рагби јунион тим који представља Мађарску у овом екипном контактном спорту. Група запослених који су радили у Британској амбасади у Будишпешти играла је рагби 1875. Ипак рагби савез Мађарске основан је тек 1990. и те године рагби јунион репрезентација Мађарске одиграле је свој први званичан тест меч против Источне Немачке и изгубила 7-3. Највећу победу мађарски рагбисти забележили су 2005. када су убедљиво савладали репрезентацију Босне и Херцеговине са 56-8. Највећи дебакл мађарска рагби репрезентација доживела је 2001. када их је поразила Рагби јунион репрезентација Швајцарске са 64-23. Рагби јунион репрезентација Мађарске такмичи се у дивизији 2Б Куп европских нација.

## Тренутни састав
Золтан Хекел - капитен
Габор Биро
Роланд Наги
Атила Јамбор
Золтан Келер
Габор Бартус
Мејт Тут
Атила Рефи
Герго Бан
Герет Љојд
Грегори Колет
Ахилс Гирчик
Тибор Криско
Атила Практер
Саболис Нагијеси
Виктор Мадарас
Саболис Поцкаи
Кароли Сиокуган
Јанос Чиерник
Данијел Гелешчак
Ласло Тајзехнофер
Џонатан Катона
Габор Кенди